# Júlia Labourdonnay Gonçalves Roque
Júlia Labourdonnay Gonçalves Roque, Viscondessa de Sistelo (Rio de Janeiro, 22 de novembro de 1853 - 1932), foi uma pintora naturalista luso-brasileira do final do séc. XIX e inícios do séc. XX, pioneira no acesso das mulheres ao ensino artístico e na participação das mulheres luso-brasileiras nos Salões anuais parisienses. Tornou-se internacionalmente conhecida como Julie de Cistello, sendo por vezes mencionada como Júlia de Sistelo ou Julie de la Bourdonnay Cistello.

## Biografia

### Nascimento e Família
Júlia Labourdonnay Gonçalves Roque nasceu a 22 de Novembro de 1853 no Rio de Janeiro. Era filha de Boaventura Gonçalves Roque (1822-1894), natural de Sistelo, concelho de Arcos de Valdevez, que foi muito jovem para o Brasil onde conquistou fortuna enquanto fazendeiro de café e comerciante. Obtendo o título de Visconde de Rio Vez, este foi mecenas de diversas iniciativas sociais, culturais e coloniais, para além de ter desempenhado o cargo de director do Gabinete Português de Leitura de 1871 a 1873. A mãe, Maria Luisa de Labourdonnay, era de origem aristocrática francesa, tendo a sua família materna vivido exilada no Rio de Janeiro após os eventos da Revolução Francesa.
Filha primogénita, Júlia era irmã de Isabel Labourdonnay Gonçalves Roque, pintora naturalista e paisagista, que casou com José João Martins de Pinho, 1º conde de Alto Mearim, e faleceu com 32 anos em 1888 no Rio de Janeiro, dois anos após ter recebido a Medalha de Ouro da Exposição Artística e Industrial de Petrópolis, e de Emília Labourdonnay Gonçalves Roque, também pintora e discípula de José Malhoa e Édouard Toudouze, com quem Júlia expôs paralelamente ao longo da sua carreira. Tendo vindo com o pai para Portugal por volta de 1880, Emília residiu na Quinta de Casal Soeiro, comprada em 1882 a Filipe de Sousa Holstein, em Vila Fonche, Arcos de Valdevez. Em 1894, Emília viria a casar-se com o cunhado viúvo, José João Martins de Pinho, passando a assinar a sua obra artística como Condessa de Alto Mearim e residindo no Palacete de Alto Mearim, em Matosinhos, e no Palacete da Rua do Salitre, em Lisboa.    

### Primeiras Exposições:aluna de pioneiros da pintura ao ar livre
Apesar da sua mãe ter falecido quando Júlia tinha apenas 6 anos de idade, as suas três filhas foram educadas desde cedo em diversas disciplinas, incluindo línguas (francês, inglês, italiano, alemão), música (sob a instrução do compositor Arthur Napoleão), e artes plásticas. Os professores de pintura incluíram dois artistas pioneiros da pintura ao ar livre no Brasil: Joseph Mill (1837 – 1879), que também foi caricaturista pró-republicano a defensor da abolição da escravatura, e sobretudo Henri Nicolas Vinet (1817 – 1876) que chegou ao Rio de Janeiro em 1856, discípulo de Corot e da emblemática Escola de Barbizon em Fontainebleau.  

A natureza exuberante do Rio de Janeiro, com suas montanhas e matas fechadas fascinou estes artistas: em 1860, Vinet abandonou a cidade para entrar em contato direto com a natureza, enveredando-se pelas florestas para as conhecer e observar de perto. Deu aulas particulares no seu atelier entre 1966 e 1972.

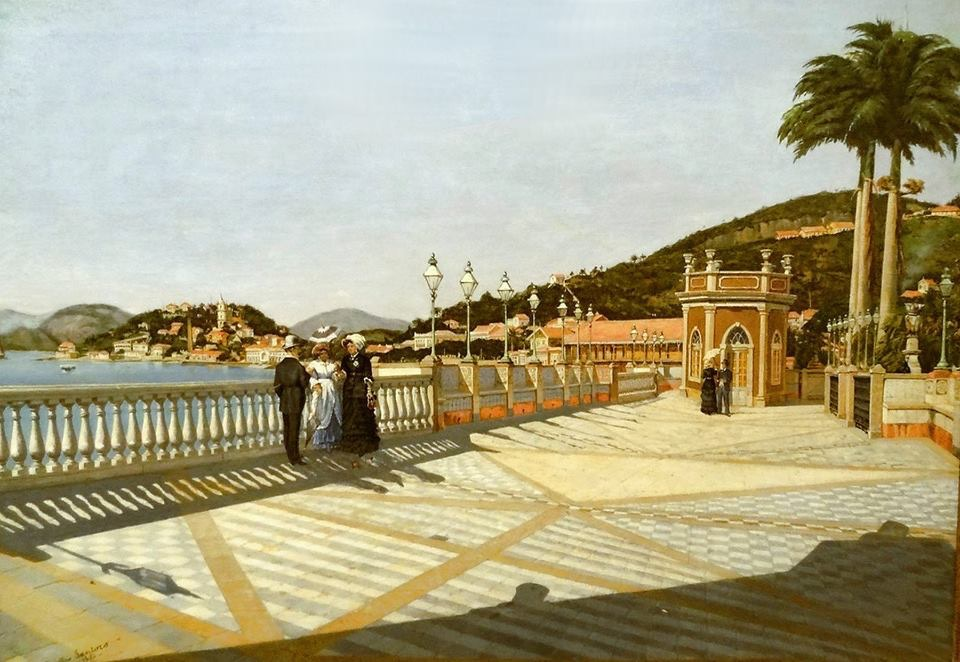
Passeio Público do Rio de Janeiro em 1884, a escassos metros da residência de Júlia de Sistelo no bairro da Lapa. Pintura da autoria de Rosalbino Santoro.

Em 1870, então com 16 anos, Júlia participou na Exposição Geral de Belas Artes do Rio de Janeiro, onde foi apresentada como aluna de Joseph Mill e recebeu uma medalha de prata pela obra "Lembrança de Petrópolis" e por uma cópia de "As Rãs que Pedem um Rei" de Gustave Doré. Anos mais tarde, em 1879, participou na mesma mostra com as suas duas irmãs, tendo recebido uma menção honrosa com as obras "Vista de Santa Maria Madalena", "Vista de Nova Friburgo" e "Estudo de paisagem".
     

Durante esse período, a sua morada principal no Rio de Janeiro situava-se na Rua Visconde de Inhaúma nº 50, à qual se juntou, por volta de 1875, uma residência no bairro da Lapa, nomeadamente na Rua de Santa Teresa nº 40 (atualmente Rua Joaquim Silva), próxima da casa onde vivia o escritor Machado de Assis. O editor português do escritor Almeida Garrett chegou a pedir ao marido de Júlia para transmitir um livro ao escritor brasileiro em 1884. 

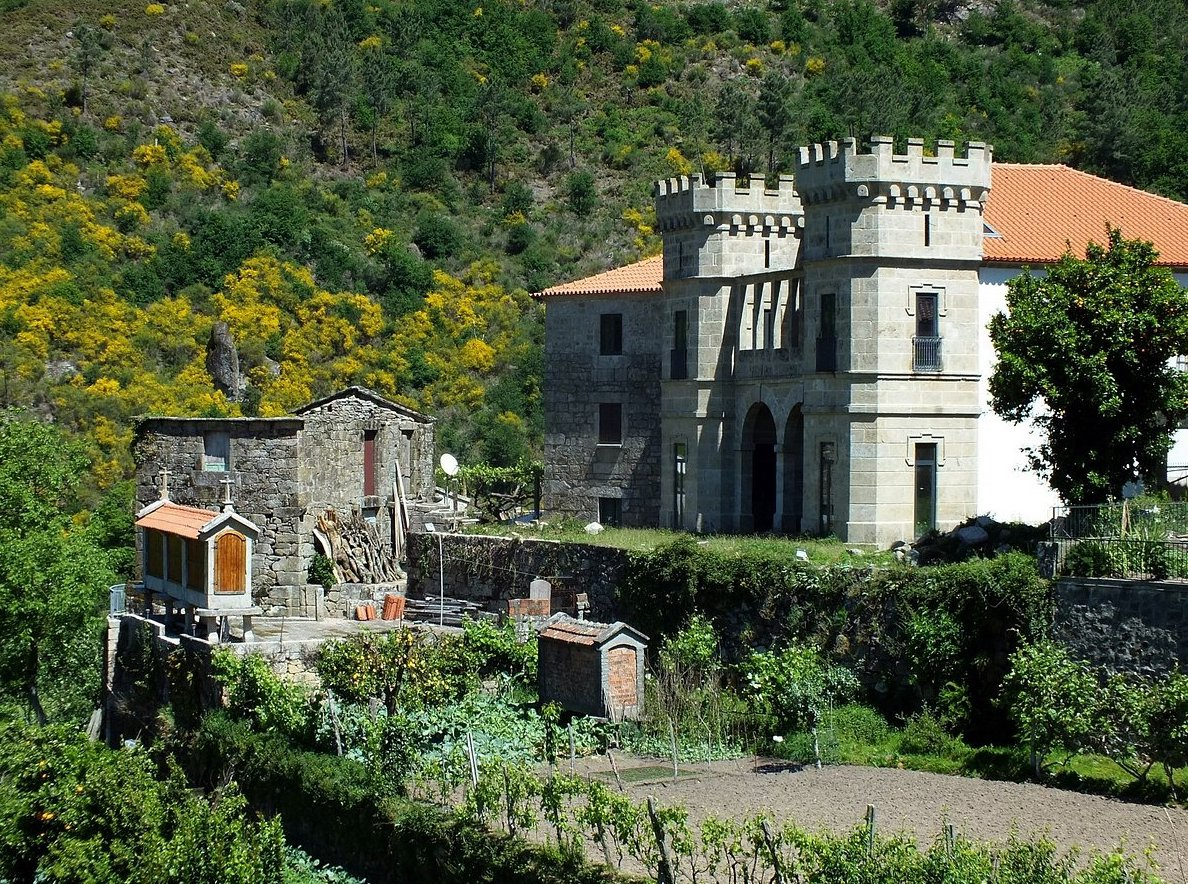
Castelo de Sistelo, c. 1880, de estilo neogótico, mandado construir na freguesia de Sistelo, concelho de Arcos de Valdevez, por Manuel António Gonçalves Roque, esposo de Júlia Labourdonnay Gonçalves Roque.

### Casamento e Castelo de Sistelo
Em 1870, Júlia Labourdonnay Gonçalves Roque casou-se no Rio de Janeiro com o seu tio paterno, Manuel António Gonçalves Roque (1834-1886), o qual era vinte anos mais velho. Também ele tinha emigrado jovem para seguir o irmão no Brasil, onde conquistou fortuna enquanto comerciante.
Reconhecido mecenas de iniciativas sociais e artísticas no Brasil e em Portugal, foi designado 1º Visconde de Sistelo. A atribuição de títulos nobiliárquicos tinha nesta altura alastrado ao ponto de tornar popular a frase do escritor Almeida Garrett: “Foge cão que te fazem barão. Para onde se me fazem visconde?”. O visconde de Sistelo foi benemérito, entre outras, da associação dos Arquitectos e Arqueólogos Portugueses e do Gabinete Português de Leitura no Rio de Janeiro.   
A partir de 1880, as estadias de Júlia com o marido em Portugal são cada vez mais frequentes. Na freguesia de Sistelo, este mandou construir o Castelo de Sistelo, o chafariz, o cruzeiro, a escola e o jazigo onde a família está sepultada. Não geraram descendência, tendo Manuel António Gonçalves Roque falecido no Rio de Janeiro em 1886, quando Júlia tinha 32 anos, precipitando a sua vinda para Portugal.

### Academia Julian em Paris
Viúva e com uma considerável fortuna, financiou os seus estudos artísticos, tornou-se discípula do pintor português José Malhoa, e inscreve-se nos anos 1891-1893 na Academia Julian em Paris, uma das primeiras escolas a aceitar mulheres nas aulas de educação artística, precedendo a Escola das Belas Artes de Paris, que seria também frequentada pelas pintoras portuguesas Aurélia de Sousa e Sofia de Souza (inscritas em 1899 e 1900). Nesta instituição artística, Júlia foi aluna do atelier de Gabriel Ferrier e de William Bouguereau, situado no 5 rue de Berry, junto aos Champs Elysées (e próximo de onde se alojava na rue Pierre Charron et depois no 4 Rue Boccador), mas também teve aulas no atelier Passage des Panoramas (27 Galerie Montmartre). É historicamente a quarta mulher do Brasil a ser inscrita nesta escola. Das mulheres artistas portuguesas, Júlia de Sistelo apenas foi precedida na Academia Julian pela escultora Albertina Falker, inscrita em 1887-1888, que já tinha sido a primeira mulher a entrar na Academia Nacional das Belas Artes de Lisboa em 1879.     
O diário de uma aluna da Academia, a reconhecida artista Marie Bashkirtseff, publicado postumamente em 1888, tinha obtido um enorme sucesso editorial e transformado a Academia Julian num objectivo para muitas mulheres em busca de emancipação. Até 1896, as mulheres eram excluídas de entrada na escola das Belas-Artes de Paris, sob pretexto dos « perigos da promiscuidade » que representavam as aulas de desenho de modelo masculino nu, indispensáveis para a pintura de História, considerada nessa altura o expoente máximo da profissionalização. Júlia de Sistelo teve também aulas de estética e história de arte com Anatole Marquet de Vasselot no 7 rue Talma em Paris.     

### Exposição Universal de Paris, os Salões e a União das Mulheres Artistas

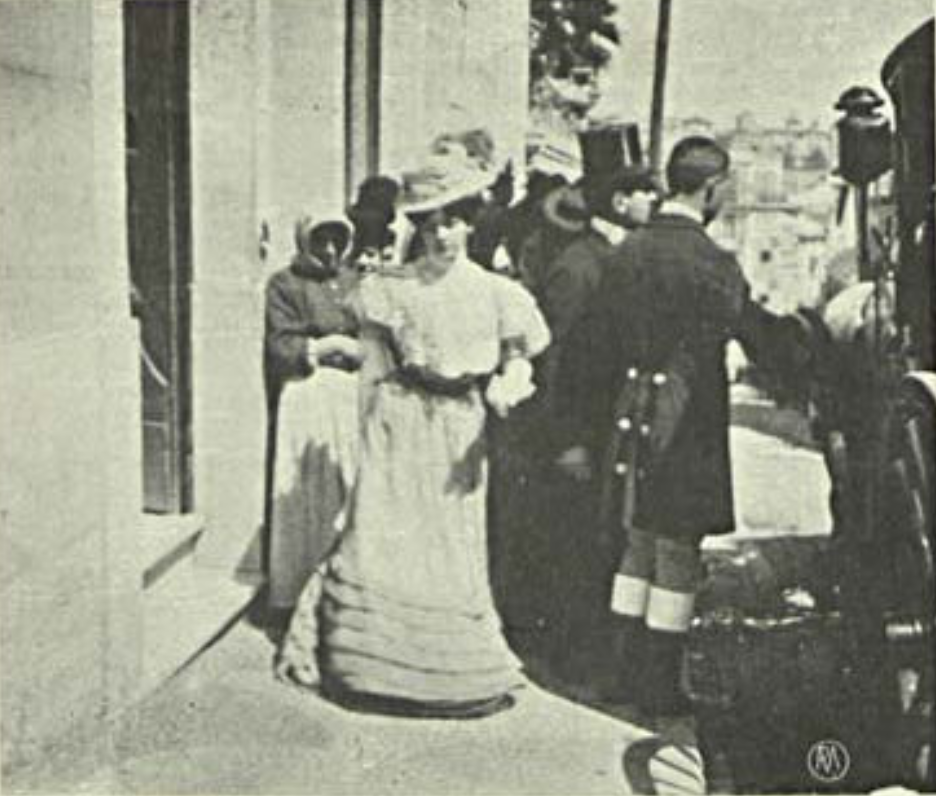
Júlia de Sistelo em Lisboa para o casamento da sua sobrinha Beatriz Labourdonnay Roque de Pinho com o Marquês de Alegrete. 20 de abril de 1907,

Em 1897, fixou residência em Paris, tornando-se numa das primeiras mulheres artistas luso-brasileiras a expor nos Salões (ou Salons) parisienses, onde apresentou as obras "Pietà" e, em 1898, "Communiante" no Salon de la Société des Artistes Français.
Em 1900, expôs na Exposição Universal de Paris. Na secção portuguesa das Belas Artes, exposta no Grand Palais, participaram onze mulheres artistas: Júlia de Sistelo, a sua sobrinha Maria Luísa do Alto Mearim, a sua irmã Emília de Alto Mearim, o clã das três irmãs Emília dos Santos Braga, Laura Santos, Virginia Santos Avelar, e também Branca de Araújo Assis, Fanny Munró, Laura Sauvinet Bandeira, Maria Augusta Bordalo Pinheiro e Leonor da Silva Nogueira. Após a exposição, guardou na sua posse vários quadros - tal como "Á espera dos Barcos" de Souza Pinto, que também residia em Paris - salvando-os inadvertidamente do naufrágio do barco a vapor francês Saint André que os transportava de regresso a Lisboa.

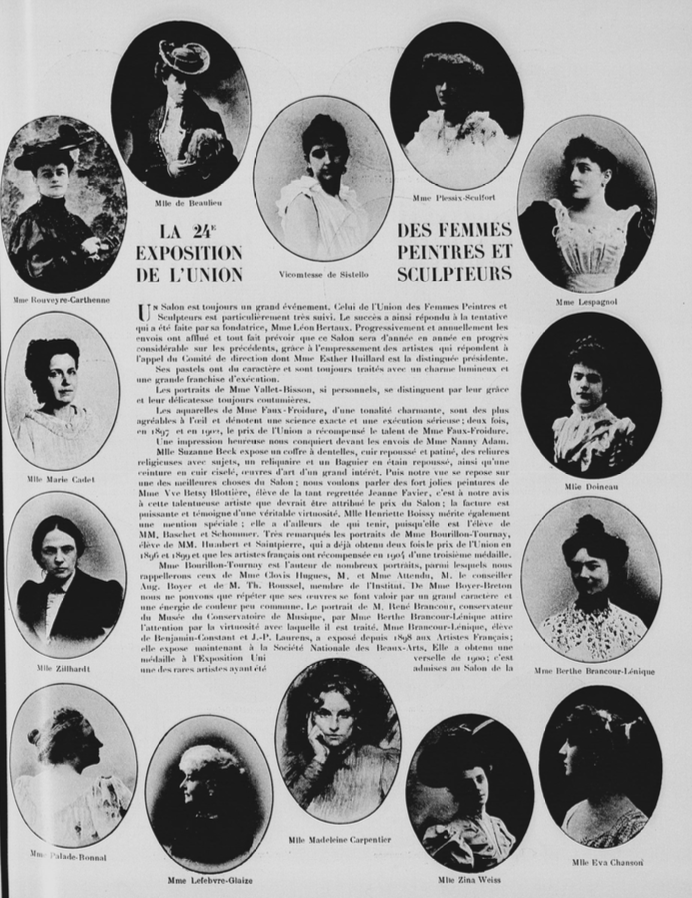
Retrato em destaque de Júlia de Sistelo na sua participação ao Salão feminista da Union des Femmes Peintres et Sculpteurs em 1905. Revue Illustrée, 15-03-1905.

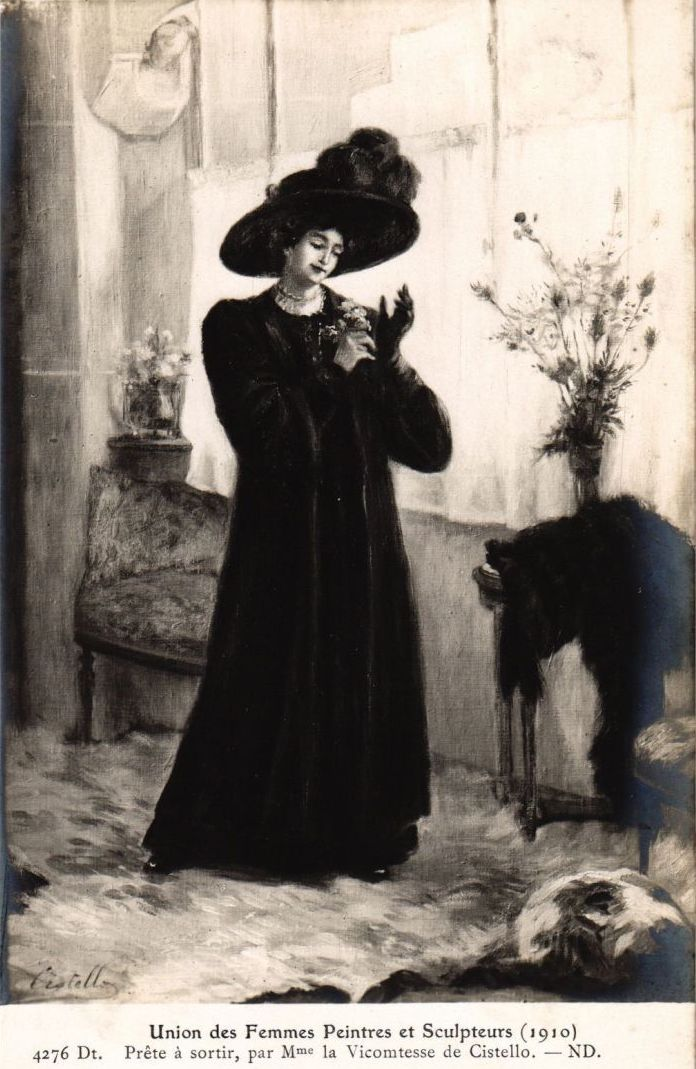
"Prête à sortir" (1910) da autoria de Júlia do Sistelo. Pintura apresentada no Salon da Union des Femmes Peintres et Sculpteurs em Paris.

Em 1908, viajou de novo ao Brasil, onde expôs na importante Exposição Nacional do Rio de Janeiro com uma série de paisagens representativas da nova geografia burguesa urbana de Portugal e França, como o Castelo do Queijo na Foz do Porto, a Tapada da Ajuda em Lisboa ou ainda as margens do rio Sena. A relação com o Brasil nunca foi interrompida depois da sua ida para Portugal após a morte do marido e da instalação em Paris após o falecimento do pai : em 1896 participou nas Exposições Gerais de Belas Artes do Rio de Janeiro, enviando a obra "A Saudade", cujo título assume valor de mensagem, regressando a esse salão anual inúmeras vezes, em 1901 e 1902, seguindo-se 1912 e 1913 e depois 1922.
Nas duas primeiras décadas do século XX, converteu-se numa das mulheres lusófonas que mais vezes expôs no Salon da Société Nationale des Beaux Arts de Paris (Salão da Sociedade Nacional de Belas Artes) ao participar nas edições de 1905, 1906, 1909, 1910, 1912, 1913, 1914 e 1924.      
Foi membro fundador em 1913 do Cercle des Artistes Brésiliens (Círculo de Artistas Brasileiros) em Paris, juntamente com Fedora do Rego Monteiro, Helene Pereira da Silva, Virgílio Maurício, Manuel Madruga, João Zanin Turin, João Zaco Paraná, Jose Marques Campão, Vicente do Rego Monteiro, Jose Wasth Rodrigues ou Oscar Pereira da Silva.      
A partir de 1905, expôs nos salões anuais da organização feminista Union des Femmes Peintres et Sculpteurs (União das Mulheres Pintoras e Escultoras) que tinham lugar no Grand Palais, tal como o Salão da Société Nationale des Beaux Arts. A União fundada por Hélène Bertaux é considerada uma das primeiras sociedades de mulheres artistas e o Salão gerou inovações importantes: sem júri de seleção (até 1896), recusou estabelecer hierarquias entre géneros de pintura ou em relação ao design e às artes aplicadas, introduzindo uma preocupação pelo corpo no espaço, com divans para repouso.      
Júlia de Sistelo expôs em 19 edições deste salão feminista entre 1905 e 1932, numa altura em que este era dirigido pela Duquesa Anne d'Uzés, também ela viúva e historicamente a primeira mulher a obter uma carta de condução de automóveis em 1898. Sendo monárquica, esta duquesa manteve uma amizade epistolar com a anarquista Louise Michel, militou para que as mulheres casadas pusessem dispor de um salário e participou à fundação da União Francesa para o Sufrágio das Mulheres em 1909.      
A pintura "Sous les Pommiers" de Júlia de Sistelo foi celebrada em 1913 pelo célebre poeta e crítico modernista Guillaume Apolinaire, no jornal L'Intransigeant, como "uma das pinturas mais graciosas" do Salon da Union des Femmes Peintres et Sculpteurs.
Várias pinturas suas expostas nos Salões parisienses foram reproduzidas em postais, evidenciado a sua popularidade junto do público, particularmente La Grand-mère, Sous les Pommiers, Prête à sortir, Solitude e Envoi de Fleurs.
Participou várias vezes na Exposição do Grémio Artístico em Lisboa: 1895, 1896 e 1897. Depois da constituição da Sociedade Nacional das Belas Artes em Lisboa, participou 11 vezes no Salão anual: em 1901, 1902, 1903, 1904, 1905, 1906, 1909, 1910 e após a implantação da República, em 1916, 1917 e 1923.   

### De Paris a Nice: a proximidade constante dos jardins

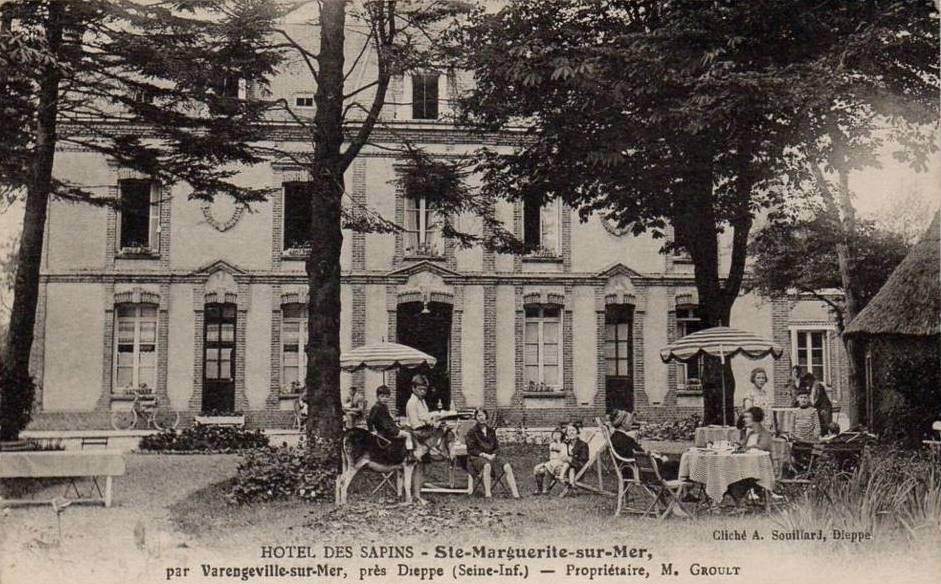
Hotel des Sapins em Sainte Marguerite-sur-Mer (Chemin Jean-Jacques Rousseau), perto do Farol d'Ailly, local da pintura "Sous les Pommiers". À direita, uma casa de colmo (chaumière) típica da Normandia.

O jornal francês Le Figaro anuncia regularmente a sua presença, referindo-a como "vicomtesse et Mlle de Sistello", em eventos mundanos em Paris entre janeiro de 1901 e junho de 1914, um mês antes do início da Primeira Guerra Mundial. 
Em 1898 e 1906 indicava morada perto do Parque Monceau, na Rue Margueritte, e em 1909 a alguns metros dali, no 134 rue des Courcelles. Entre 1904 e 1913 realizou viagens estivais à costa da Normandia, em Sainte Marguerite-sur-Mer, onde pintou várias obras, incluindo "Sous Les Pommiers", no Hotel des Sapins, identificando-se as casas de colmo típicas da zona. Localidade vizinha de Varengeville, eram instâncias muito procuradas pelo meio artístico: Júlia terá ido encontrar o pintor naturalista Jean-Jacques Rousseau, seu professor (a partir de 1902), que aí construiu a sua casa-atelier em 1904 na estrada do farol d'Ailly (e viria a ser presidente da câmara local entre 1919 e 1935), um discípulo do pintor Alfred Roll que também aí teve uma casa de verão.   
Após o início da Primeira Guerra Mundial, indica morada no sul de França a partir de 1917, em Nice (no 11 bis Avenue Auber, em frente do Jardim Mozart), onde o Musée des Beaux-Arts adquiriu o seu quadro "Sous les Pommiers". A partir de 1929 até 1932, volta a indicar uma morada em Paris, no 14 rue de Clichy, ao lado do actual Teatro Apollo onde o cantor de tango argentino Carlos Gardel causa grande impacto em 1928, e do Casino de Paris, onde a cantora Josephine Baker tem um sucesso estrondoso em 1930 com a canção J'ai deux amours (na revista Paris qui remue).  

### Morte
Faleceu em 1932 com 79 anos, sem deixar descendência.  

## Contexto, Percurso e Obra

### Brasileiros de Torna-Viagem
A sua obra e percurso permitem analisar a figura do brasileiro de torna-viagem, tão presente no imaginário da ascensão económica da população rural nortenha. Essa mudança de classe social procurava dissimular a exploração colonial subjacente à sua riqueza (o pai da artista tinha sido condenado em 1846 pela Marinha de Guerra Inglesa por conduzir um navio negreiro, após a interdição do tráfico de escravizados), através da obtenção de títulos nobiliárquicos e de uma ação de mecenato (incluindo construção de escolas e bibliotecas, de forma a melhorar as condições da emigração futura: Gabinete Português de Leitura, Liceu Literário Português ou a escola primária de Sistelo e o Liceu de Alto Mearim em Matosinhos). No regresso a Portugal essa emigração introduziu uma originalidade na arquitetura (as designadas "casas de brasileiros") que se tornou um alvo de preconceitos estéticos resultantes da rápida mobilidade de classe social, e foi injustamente desvalorizada.      

### Feminismo e desigualdade de género na arte

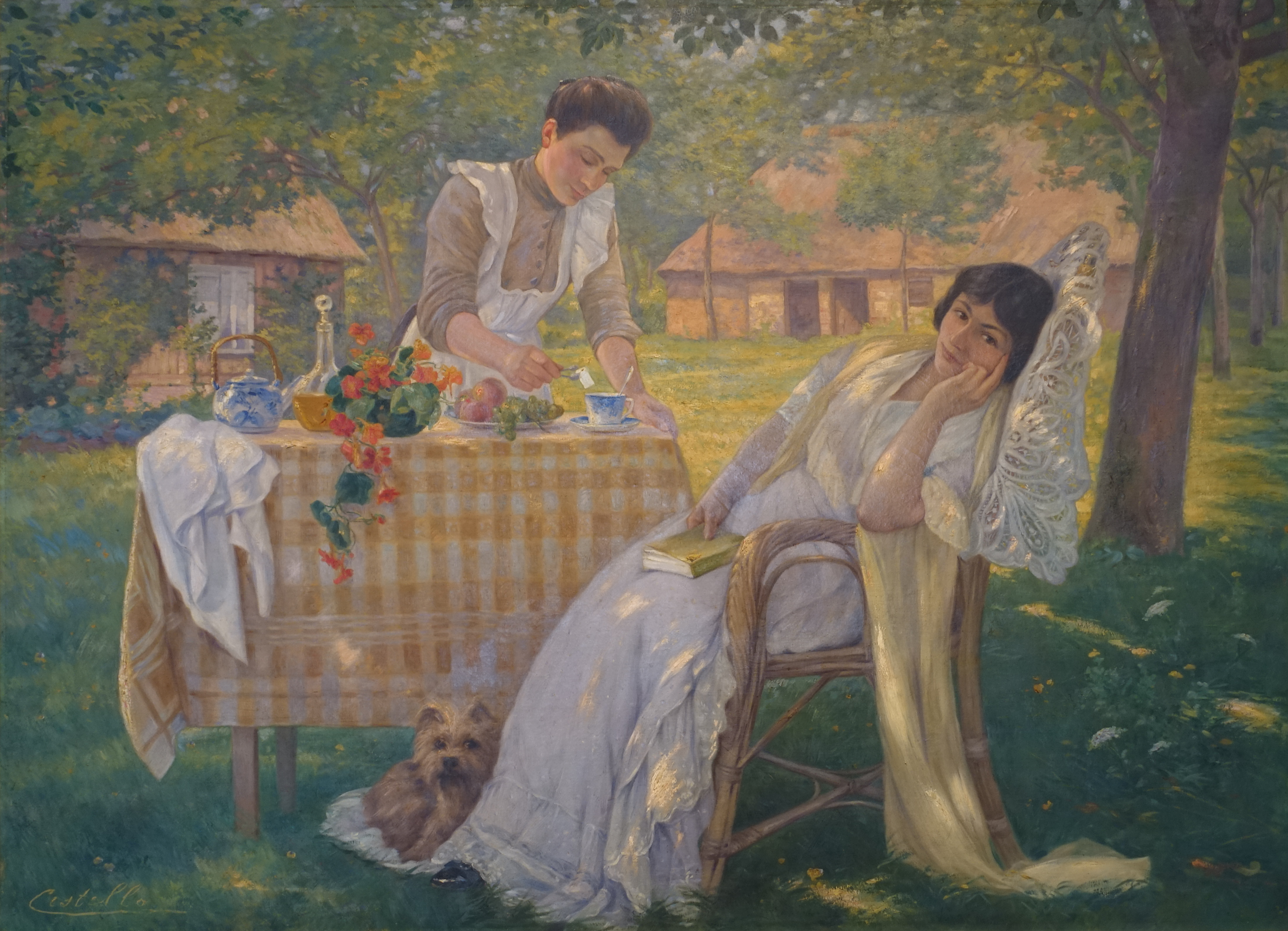
"Sous les pommiers ou Le thé à la campagne" (1912), óleo sobre tela, da autoria de Júlia de Sistelo. Foi apresentada no Salon da Société Nationale des Beaux Arts de Paris em 1912. Coleção do musée des Beaux-Arts Jules Chéret, Nice.

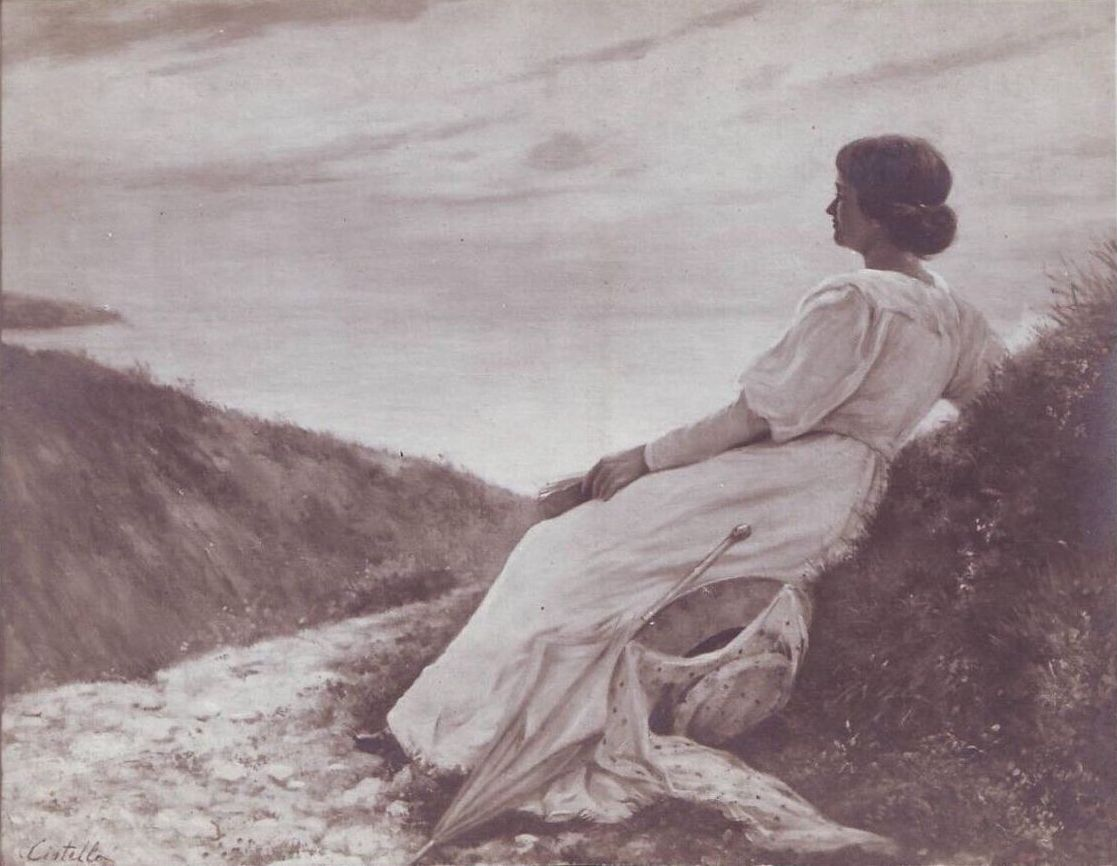
Júlia de Sistelo, Solitude (Sainte-Marguerite-sur-Mer), 1910. Apresentada pela primeira vez no Salon feminista da Union des Femmes Peintres et Sculpteurs em Paris e no Salão da Sociedade Nacional das Belas Artes em Lisboa (onde foi adquirida pela irmã Emília).

O seu percurso é também sinónimo da terrível desigualdade de género imposta às mulheres: desde os casamentos de conveniência económica (incluindo alianças com uma aristocracia culta mas falida), até ao desprezo permanente a que estão sujeitas as carreiras artísticas das mulheres pelos críticos da época e pelos historiadores, sobretudo ultrapassada a idade de jovem solteira. Apesar do seu trabalho ter sido mostrado mais vezes do que os seus colegas masculinos no Salão da Société Nationale des Beaux Arts de Paris, os críticos portugueses persistiam em integrá-la na categoria de "amadora" ou "discípula". O seu percurso permite analisar a autonomia conquistada através do estatuto de viúva, que representava uma ameaça ao poder masculino. O combate pessoal de Júlia Labourdonnay Gonçalves Roque afirmou a sua vontade em prosseguir uma obra artística, ultrapassando de forma pioneira obstáculos educativos até aí intransponíveis e integrando os círculos artísticos na capital da Belle Époque.    

### Fora do Lar: pintura ao ar livre
A sua obra « Femme peignant sous un parasol », ao produzir um efeito de espelho - trata-se de um auto-retrato da artista a pintar ao ar livre - é paradigmática de uma nova realidade em que mulheres artistas saíram do universo doméstico para pintarem no exterior (seguindo os preceitos da Escola de Barbizon e do naturalismo) que incluía também a dignificação de figuras e ofícios das classes subalternizadas (com os seus retratos de uma minhota, de um pescador de Matosinhos, de uma padeira parisiense ou de uma ceifeira da Normandia).     
No entanto, a difusão de postais com reproduções das suas obras expostas nos Salons, associaram a sua obra à representação da vivência de uma mulher solitária de classe privilegiada. A sua obra é irremediavelmente uma emanação do séc. XIX, tendo atravessado o início do séc. XX nos círculos de pintura académica em Paris, longe das vanguardas do bairro Montparnasse, mas é preciso lembrar que quando Amadeo de Souza Cardoso chega a Paris em 1906 aos 19 anos, Júlia tem já 53 anos.    
Para a historiadora de arte Maria da Luz Quintão de Jesus Pinheiro , a pintura "Sous les Pommiers" (1912) utiliza o jardim como local de introspecção, exacerbando o sentimento melancólico e meditativo. A personagem aborda directamente o observador através do olhar, e o contexto evidencia o estatuto de mulher privilegiada, através da empregada que prepara o seu chá. Trata-se também de um testemunho da importância dada pelas mulheres privilegiadas à instrução, representando personagens femininas a ler, ou no caso de "La Réponse" (1909) à importância da escrita na vida da mulher. Neste caso à escrita epistolar, representando uma mulher que pousou a sua sombrinha e o seu chapéu, sentando-se perante uma pequena secretária repleta de cadernos, juntamente com a tentativa de resposta que foi rejeitada pela personagem e se encontra disposta sobre o soalho, remetendo o observador para o estado psicológico da modelo. 

## Cronologia das exposições
1870
- Exposição Geral de Belas Artes, Rio de Janeiro - Medalha de Prata: Lembrança de Petrópolis ; cópia de Gustave Doré (As Rãs que Pedem um Rei). Também expôs cópia de The Great Falls of the Reichenbach ; Um Chalé (do natural)[12]

1879
- Exposição Geral de Belas Artes, Rio de Janeiro - Vista de Santa Maria Madalena (cópia) ; Vista de Nova Friburgo (dita) ; Estudo de paisagem (dita)[13]

1881
- Exposição Geral de Belas Artes, Rio de Janeiro

1882
- Exposição Geral de Belas Artes, Rio de Janeiro

1895
- Exposição do Grémio Artístico, Lisboa - Menção honrosa: A Canção Preferida[35]

1896
- Exposição Geral de Belas Artes, Rio de Janeiro - A Saudade[36]

- Exposição do Grémio Artístico, Lisboa - Medalha de 3ª Classe: Pietas. Também expôs Saudade[37]

1897
- Exposição do Grémio Artístico, Lisboa - Vasco da Gama[38]

1898
- Salon de la Société des Artistes Français, Paris - Communiante[39]

1899
- Société des Amis des Arts du Havre - L’anniversaire

1900

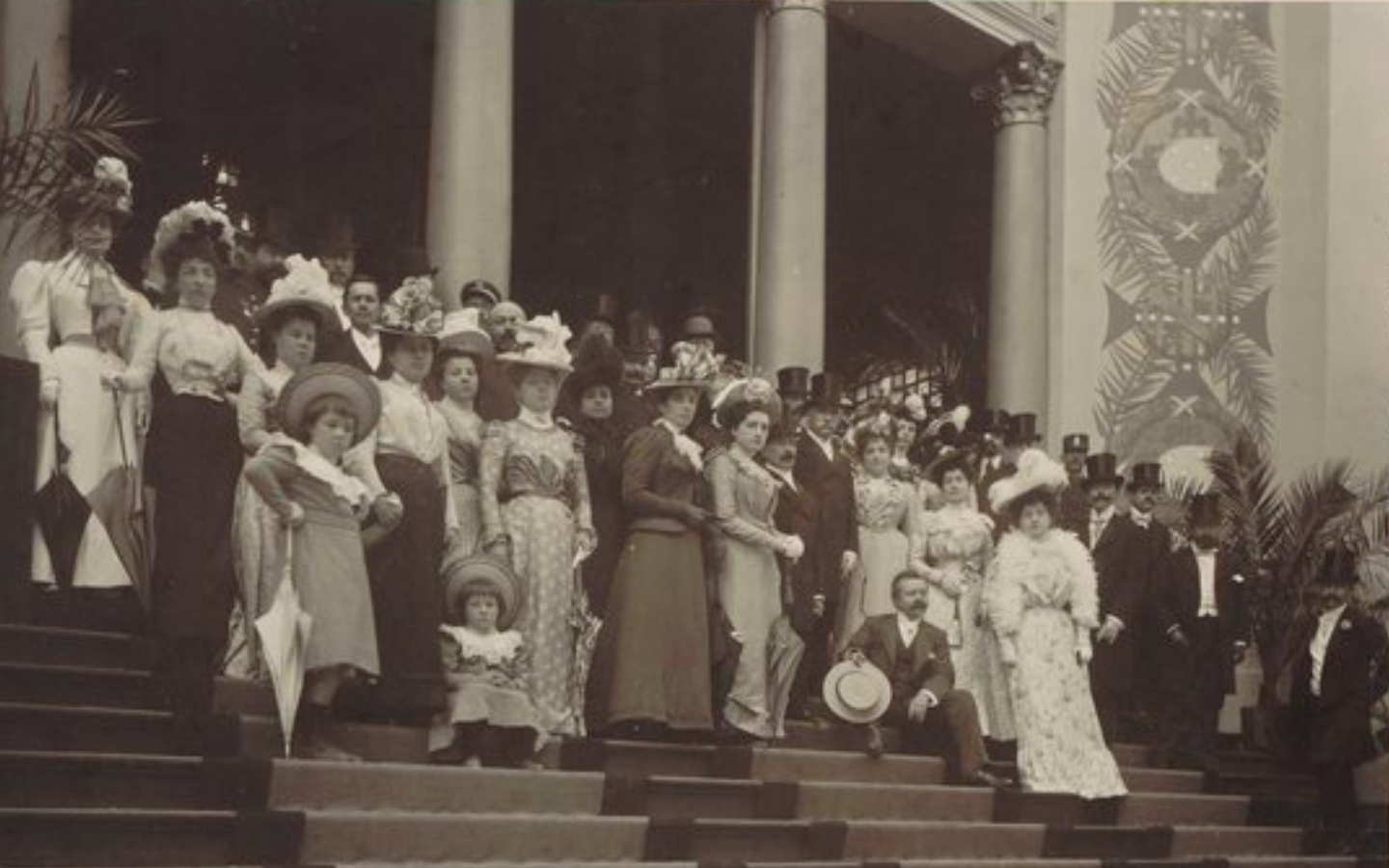
Exposição Universal de Paris 1900. Inauguração a 18 de junho do Pavilhão das Colónias Portuguesas, situado no Trocadero.

- Exposição Universal de Paris, Pavilhão de Portugal - La Fin d’une ondine ; Rose de Noël ; Irène ; L’Anniversaire[40]

1901
- Exposição Geral de Belas Artes, Rio de Janeiro - Premiers flocons ; Trottins[41]

- Salão da Sociedade Nacional das Belas Artes, Lisboa - La fin d’une ondine ; Trottin ; Premiers flocons ; Boulangère Parisienne[42]

1902
- Exposição Geral de Belas Artes, Rio de Janeiro - Un Flegmar[43]

- Salão da Sociedade Nacional das Belas Artes, Lisboa - Un Flegmar ; Sur les fortifications de Paris ; Nature morte[44]

1903
- Salão da Sociedade Nacional das Belas Artes, Lisboa - Retrato de Beatriz de Alto Mearim ; Pochade ; Retrato de Mademoiselle Alto Mearim ; Nature Morte ; Nortada (Matosinhos) ; Quinta do Casal Soeiro, Minho

1904
- Salão da Sociedade Nacional das Belas Artes, Lisboa - Paisagem Sainte Marguerite, Normandie[45]

- Société des Amis des Arts, Seine et Oise - Communiante

1905
- Salon da Société Nationale des Beaux Arts, Paris - Réveil[46]

- Salon da Union des Femmes Peintres et Sculpteurs, Paris - Bords de Seine ; Coucher de Soleil à La Jatte ; Temps Gris à la Jatte ; Bal de l'Artilleur à la Jatte ; Quai Michelet, Levallois

- Salão da Sociedade Nacional das Belas Artes, Lisboa - Quai Michelet ; Bal de l'Artilleur ; Maison du Passeur

1906
- Salon da Société Nationale des Beaux Arts, Paris - Dans L'Atelier[47]

- Salon da Union des Femmes Peintres et Sculpteurs, Paris - Le Réveil ; Sainte Marguerite (Normandie) x 2 ; Arcos de Valdevez

- Salão da Sociedade Nacional das Belas Artes, Lisboa - O Rosário[48]

- Exposição Colonial de Marselha

1907
- Salon da Union des Femmes Peintres et Sculpteurs, Paris - Pescador (Matosinhos) ; Première étoile ; Paysage (Matosinhos)

1908
- Exposição Nacional do Rio de Janeiro - Pescador (Matosinhos) ; Première étoile (Leça da Palmeira) ; Castelo do Queijo (Foz do Douro) ; Olaias em flora (Tapada da Ajuda, Lisboa) ; Temps brumeux (Margens do Sena, Paris) ; Coucher du soleil (Margens do Sena, Paris) ; O rosário

- Photografia União, Porto
- Salon da Union des Femmes Peintres et Sculpteurs, Paris - Enigme (pastel) ; La Capeline Rouge (pastel)

1909
- Salon da Société Nationale des Beaux Arts, Paris - La Réponse

- Salon da Union des Femmes Peintres et Sculpteurs, Paris - Portrait de Mademoiselle A. R. B.

- Salão da Sociedade Nacional das Belas Artes, Lisboa - Pescador (Matosinhos) ; Première étoile (Leça da Palmeira) ; Castelo do Queijo (Foz do Douro) ; As olaias em flor (Tapada da Ajuda, Lisboa)[49]

- Société des Amis des Arts de Nîmes - Coucher de soleil (Portugal) ; Capeline Rouge (pastel)

1910
- Salon da Société Nationale des Beaux Arts, Paris - La Grand-mère

- Salon da Union des Femmes Peintres et Sculpteurs, Paris - Fleurs des Champs ; Solitude (Coucher du soleil) ; Les Capucines ; Prête à sortir ; Souvenirs

- Salão da Sociedade Nacional das Belas Artes, Lisboa - Solitude (Sainte Marguerite sur Mer)[50]

1911
- Salon da Union des Femmes Peintres et Sculpteurs, Paris - La Grand-Mère ; Au Jardin

1912
- Salon da Société Nationale des Beaux Arts, Paris - Sous les Pommiers

- Salon da Union des Femmes Peintres et Sculpteurs, Paris - Le Fauteuil de La Grand-Mère (Intérieur Normand) ; Faneuse (Sainte-Marguerite-sur-Mer) ; L'enfant, deuil (la vie d'une femme, Schumann) (dessin)

- Exposição Geral de Belas Artes, Rio de Janeiro - La grand mère ; Fleurs des Champs[51]

1913
- Salon da Société Nationale des Beaux Arts, Paris - Jeune fille, portrait

- Salon da Union des Femmes Peintres et Sculpteurs, Paris - Sous les Pommiers

- Exposição Geral de Belas Artes, Rio de Janeiro - Faneuse (Sainte Marguerite Normandie) ; Antonine (Sainte Marguerite Normandie)[52]

1914
- Salon da Société Nationale des Beaux-Arts, Paris

- Salon da Union des Femmes Peintres et Sculpteurs, Paris - Dans le potager ; Après la Fenaison (Sainte Marguerite) ; La Mare dans le Clos ; Le Petit Pommier

1916
- Salão da Sociedade Nacional das Belas Artes, Lisboa - Paisagem ; Castelo da Foz (Foz do Douro) ; Paisagem (arredores de Paris ao cair da tarde)[53]

1917
- Salão da Sociedade Nacional das Belas Artes, Lisboa - La Première Lettre[54]
- Salon da Union des Femmes Peintres et Sculpteurs, Paris - Chaumière Normande (Sainte-Marguerite-sur-Mer)

1918
- Salon da Union des Femmes Peintres et Sculpteurs, Paris - Les bruyères (Sainte-Marguerite-sur-Mer)

1921
- Salon da Union des Femmes Peintres et Sculpteurs, Paris - Envoi du Front

1922
- Exposição Geral de Belas Artes do Rio de Janeiro - Mulher e flores ; Vaso com flores ; Ladeira

1923
- Salão da Sociedade Nacional das Belas Artes, Lisboa - Na horta[55]

1924
- Salon da Société Nationale des Beaux-Arts, Paris - Reflets
- Salon da Union des Femmes Peintres et Sculpteurs, Paris - Rayons de soleil, Sainte Marguerite (Seine Inférieure)

1925
- Salon da Union des Femmes Peintres et Sculpteurs, Paris - Portrait de M. Frederico Roque (dessin)

1929
- Salon da Union des Femmes Peintres et Sculpteurs, Paris - Lever de lune à Escamps (Yonne)

1930
- Salon da Union des Femmes Peintres et Sculpteurs, Paris - Les Capucines

1931
- Salon da Union des Femmes Peintres et Sculpteurs, Paris - La Mare (Normandie)

1932
- Salon da Union des Femmes Peintres et Sculpteurs, Paris - L'escalier fleuri, Escamps (Yonne)

## Pinturas

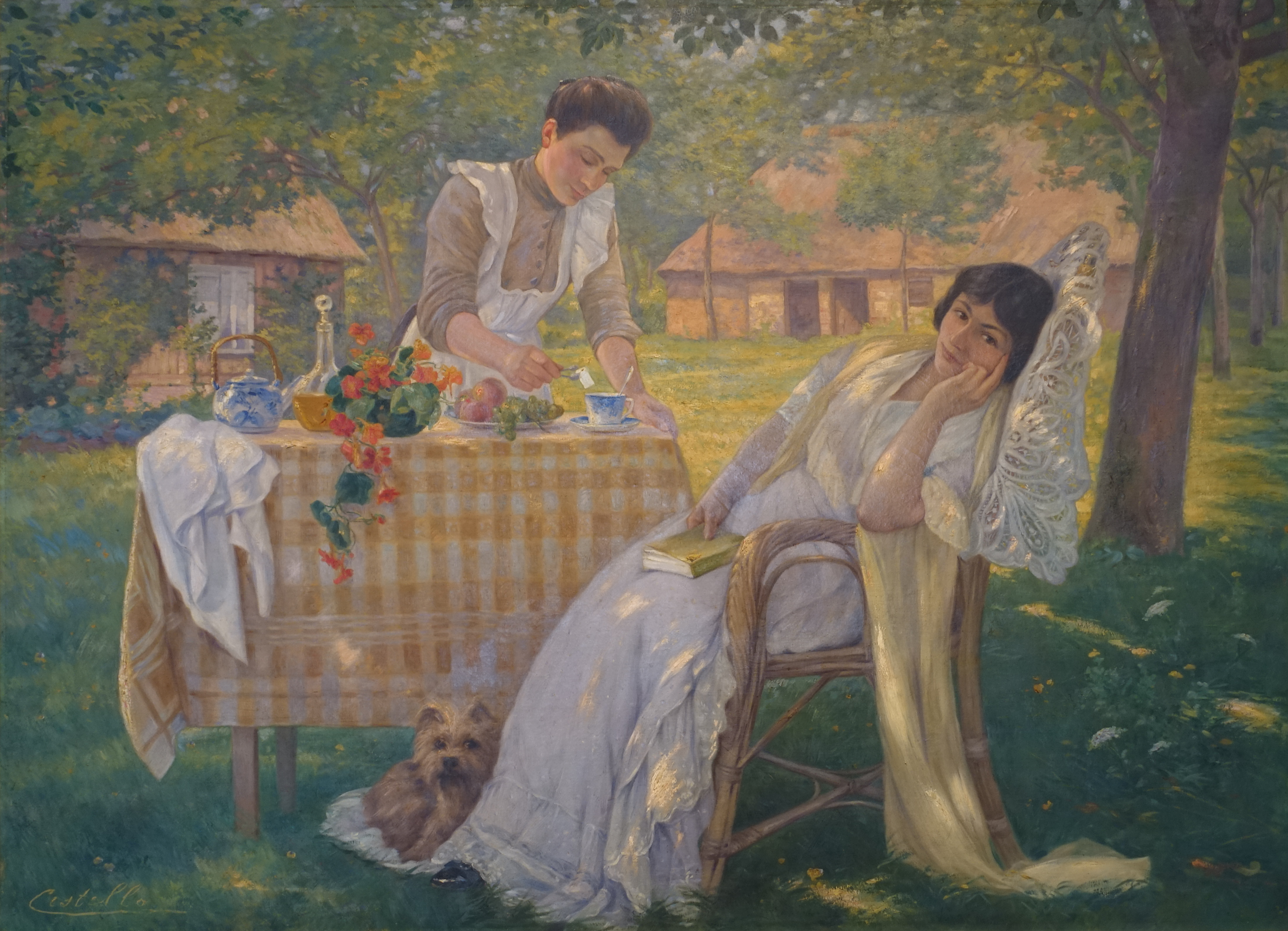
Sous les pommiers (1912)
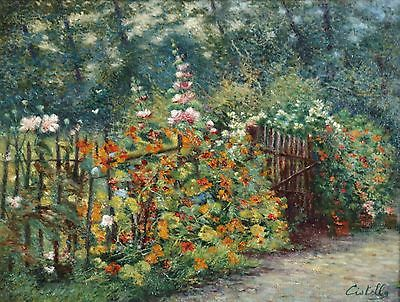
Les fleurs du jardin
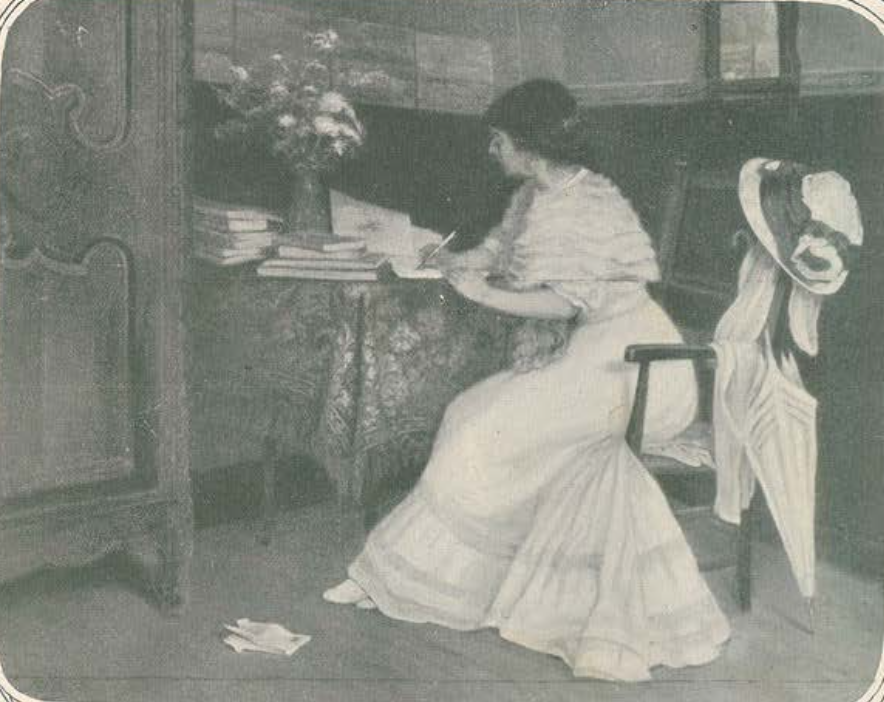
La Réponse (1909)
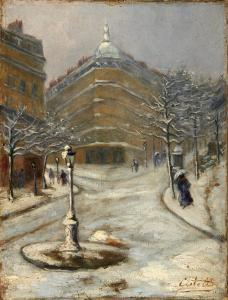
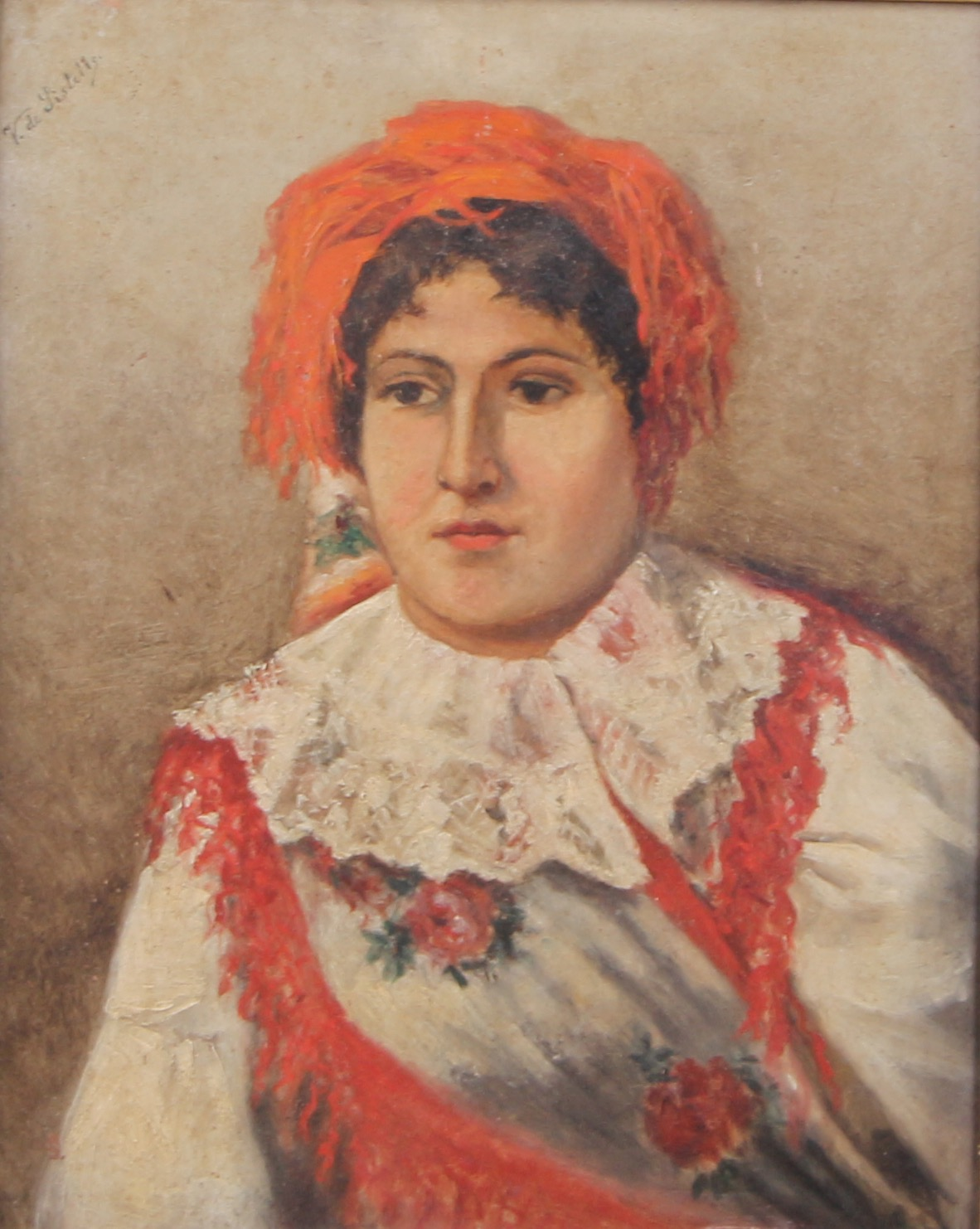
Minhota
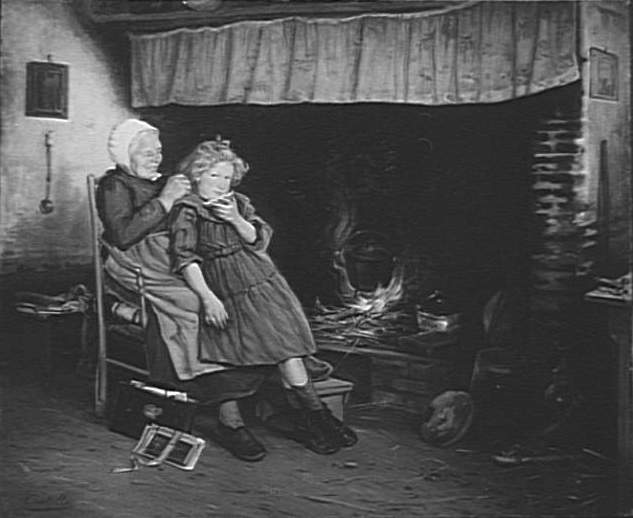
La Grand Mère (1912)
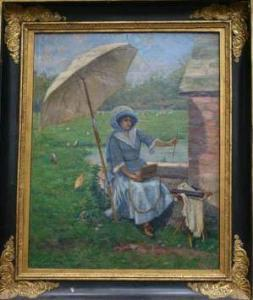
Femme peignant sous un parasol
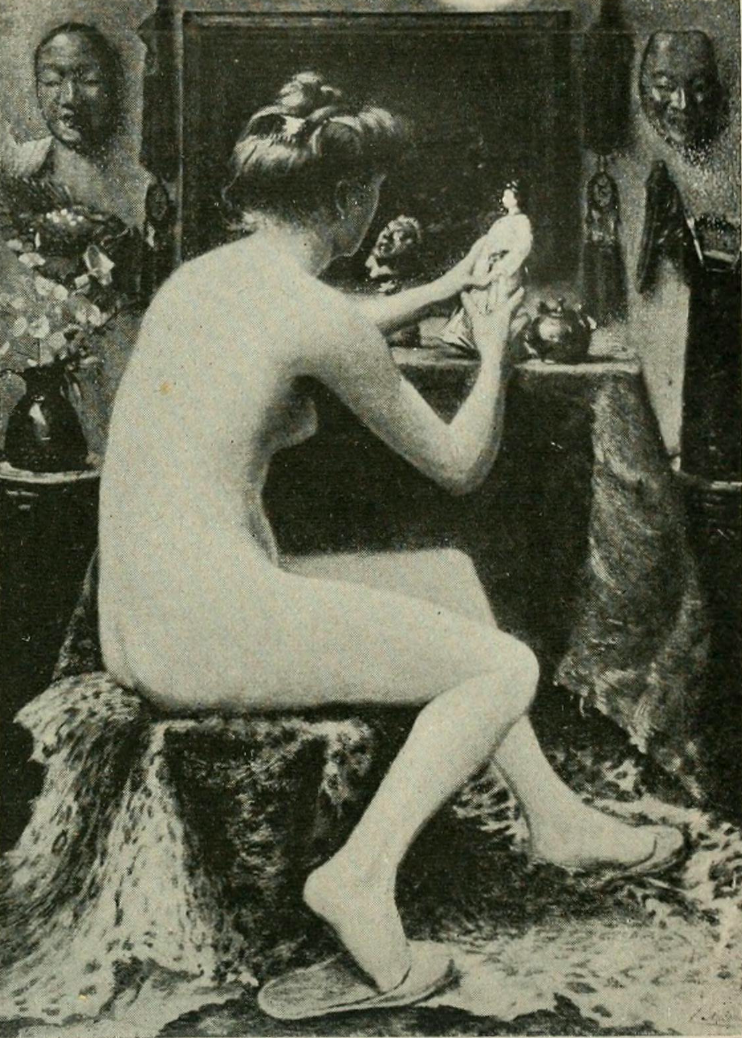
Dans L'Atelier (1906)
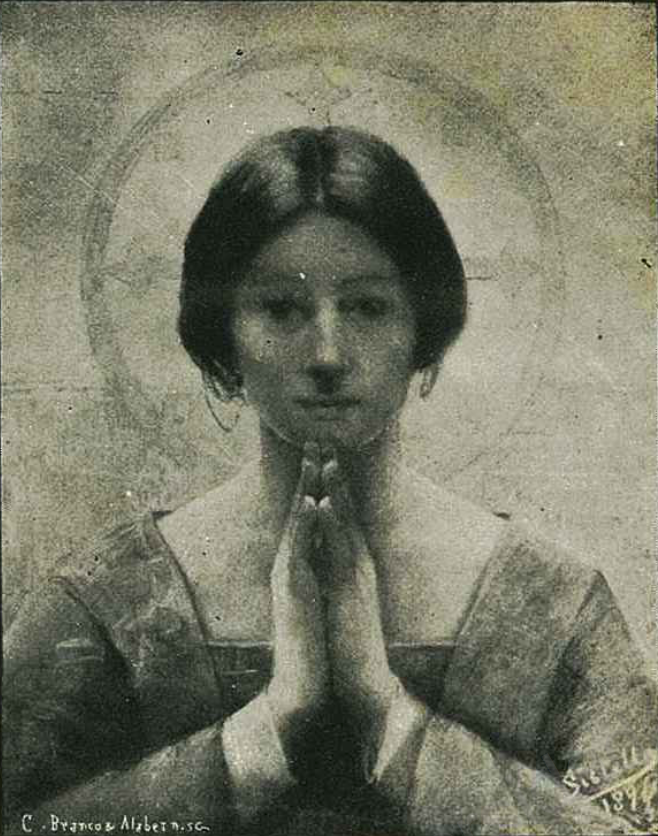
Pietás (1896)
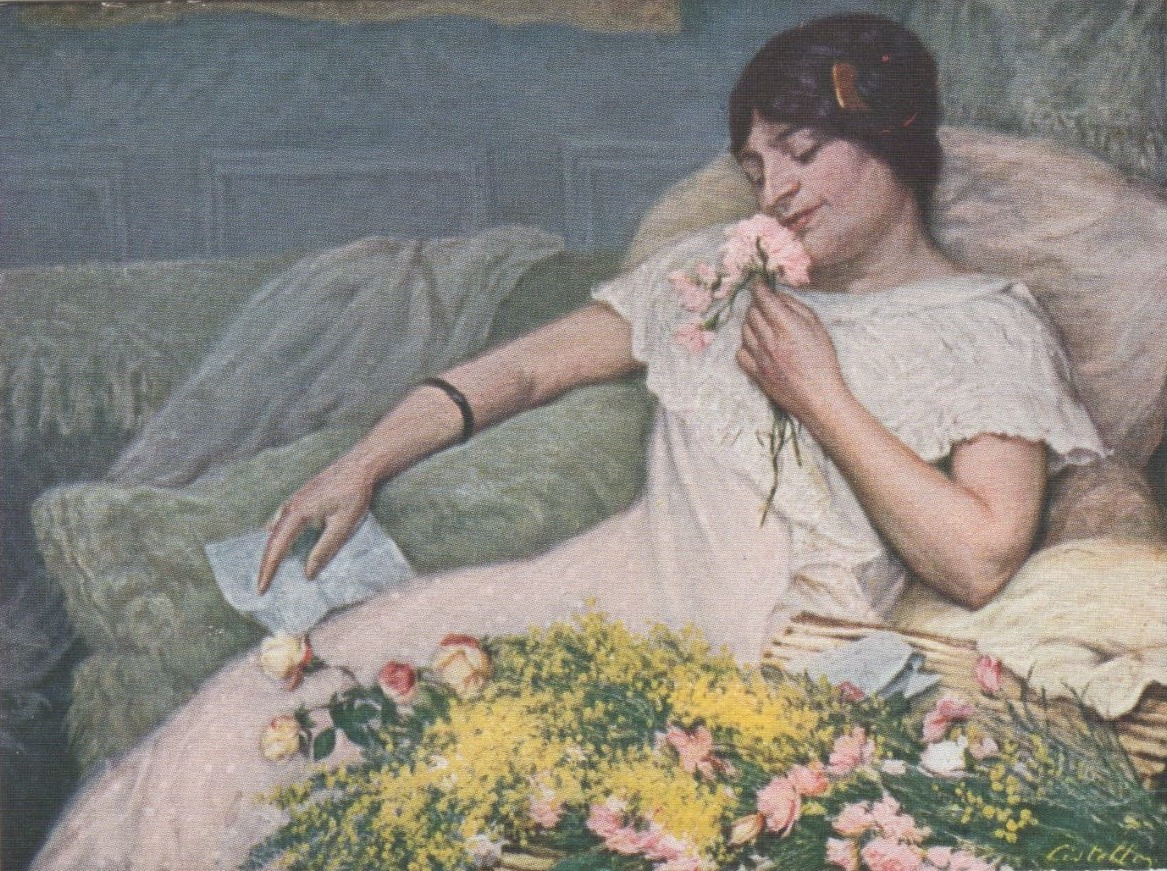
Envoi de Fleurs
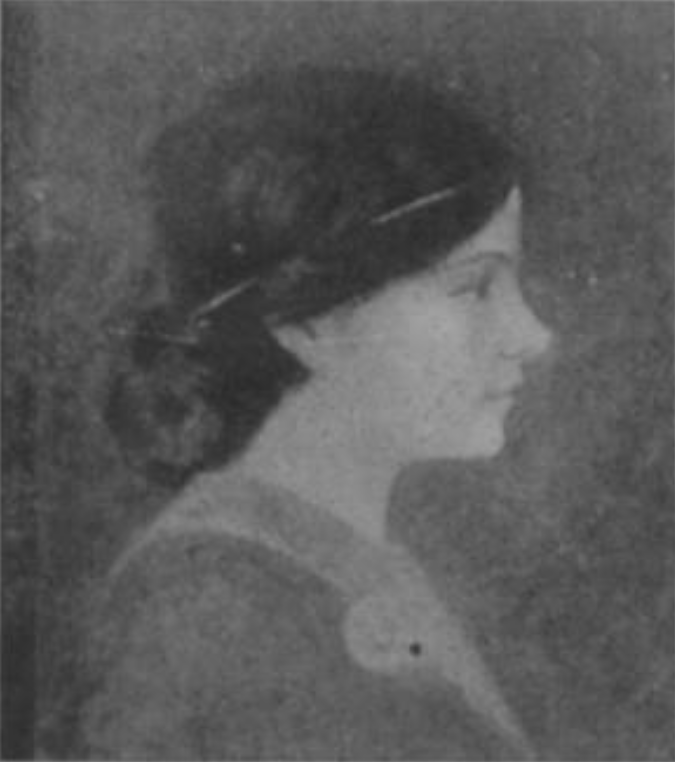
Irène (1900)
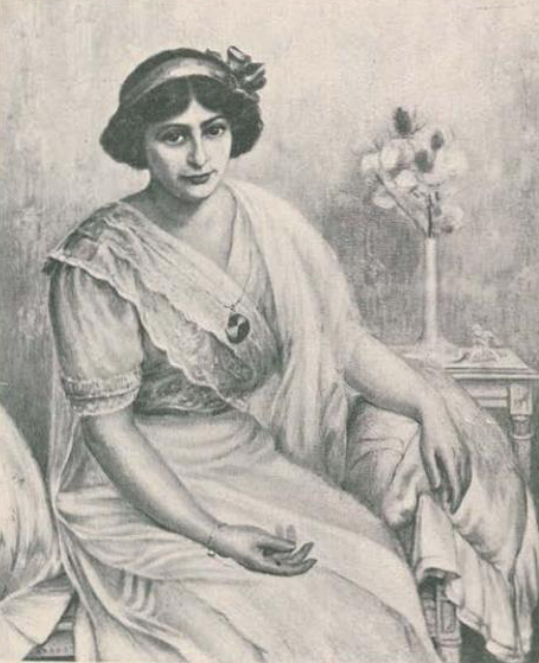
Portrait à jeune fille (1913)